# Skylar Schneider
Skylar Schneider, née le 3 septembre 1998, est une coureuse cycliste américaine. 

## Biographie
Elle vient d'une famille cycliste : ses parents et sa sœur ainée Samantha font de la compétition. Dès l'âge de treize ans, elle participe à des critériums élites. En 2017, elle intègre avec sa sœur l'équipe Illuminate. Toutefois des dissensions entre elles et le gérant de l'équipe apparaissent rapidement concernant notamment le programme de course et la paie. Par ailleurs, l'omniprésence du père des sœurs Schneider est source de conflit. Elles quittent donc la formation fin avril. Elle participe au Tour de Thuringe avec la sélection nationale américaine. Sur la dernière étape, elle fait partie de l'échappée décisive et se montre la plus rapide au sprint,.

## Palmarès sur route
- 2015
  - 3e du championnat des États-Unis du contre-la-montre juniors
- 2016
  -  Championne des États-Unis sur route juniors
  - Rochester Twilight Criterium
  -  Médaillée d'argent du championnat du monde sur route juniors
  - 2e du championnat des États-Unis du contre-la-montre juniors
  - 4e du championnat du monde du contre-la-montre juniors
- 2017
  - 6e étape du Tour de Thuringe
  -  Médaillée de bronze des championnats panaméricains sur route
- 2018
  - Glencoe Grand Prix
- 2021
  - Tulsa Tough :
    - Classement général
    - 1re et 3e étapes

  - Joe Martin Stage Race : 
    - Classement général
    - 1re et 4e étapes

  - 2e et 3e étapes de la Gateway Cup
  - 2e de la Gateway Cup
  - 3e de la  Crystal Cup
- 2022
  - Sunny King Criterium
  - 1re étape de la Joe Martin Stage Race
  - 2e de La Picto-Charentaise
- 2023
  -  Championne panaméricaine sur route
  - 4e et 5e étapes de la Redlands Classic
  - 1re étape de la Joe Martin Stage Race
  - 3e du Grand Prix cycliste de Gatineau
- 2024
  - 4e étape de la Redlands Bicycle Classic
  - Gastown Grand Prix
- 2025
  -  Médaillée d'argent du championnat panaméricain sur route

### Classement UCI
| Année                                 | 2017 | 2018 | 2019 | 2020 | 2021 | 2022 | 2023 |
| ------------------------------------- | ---- | ---- | ---- | ---- | ---- | ---- | ---- |
| Classement UCI                        | 143e | 268e | nc   | nc   | 303e | 421e | 76e  |
| UCI World Tour                        | nc   | 116e | nc   | nc   | nc   | nc   | nc   |
|                                       |      |      |      |      |      |      |      |
| Légende : nc = non classéSource : UCI |      |      |      |      |      |      |      |